# Устиновка (Юхновский район)
Устиновка — деревня в Юхновском районе Калужской области России. Входит в состав сельского поселения «Деревня Колыхманово».

## География
Деревня расположена на правобережье реки Угра. Территория деревни находится на границе национального парка «Угра». Восточнее деревни протекает речка Полынка. У северной оконечности деревни расположен пруд.

## Население
| 2002 | 2010 |
| ---- | ---- |
| 13   | ↘9   |